# Acerodon celebensis
La volpe volante di Sulawesi (Acerodon celebensis Peters, 1867) è un pipistrello della famiglia degli Pteropodidi, endemico dell'Indonesia.

## Descrizione

### Dimensioni
Pipistrello di medie dimensioni, con la lunghezza della testa e del corpo tra 183 e 222 mm, la lunghezza dell'avambraccio tra 130 e 144,3 mm, la lunghezza delle orecchie tra 28,8 e 31,1 mm e un peso fino a 500 g.

### Aspetto
La pelliccia è corta, leggermente più lunga sulle spalle. Il colore del dorso è brunastro, mentre le parti ventrali, le spalle e la testa sono giallo-brunastre, la gola è più scura. Il muso è lungo ed affusolato, gli occhi sono grandi. Le orecchie sono lunghe e con l'estremità appuntita. Le ali sono nerastre, mentre la membrana tra l'avambraccio e il bordo d'entrata è bianca, in particolar modo negli esemplari di Sanana.  È privo di coda, mentre l'uropatagio è ridotto ad una sottile membrana lungo la parte interna degli arti inferiori. I maschi sono più grandi delle femmine ed hanno una ghiandola odorifera su ogni lato del collo e sul petto.
La dentatura di A. celebensis è meno sviluppata di ogni altra specie del genere Acerodon, caratteristica questa che ha portato talvolta a confonderli con specie appartenenti al genere Pteropus.

## Biologia

### Comportamento
Si rifugia solitariamente tra il denso fogliame degli alberi e nelle foreste di bambù, spesso in prossimità di insediamenti umani.

### Alimentazione
Si nutre di frutti immaturi di noci di cocco e dell'albero del pane.

### Riproduzione
Probabilmente è presente una stagione riproduttiva. Sono state registrate nascite tra febbraio e marzo.

## Distribuzione e habitat
Questa specie è diffusa sulle isole di Sulawesi, Peleng, Salayer; Isole Togian: Malenge; Isole Sula: Sanana, Mangole; Isole Sangihe: Sangihe e Siau.
Vive nelle foreste fino a 1.500 metri di altitudine. È molto comune lungo le coste e mostra una certa tolleranza alla presenza umana. Sulle isole Sula è presente nei villaggi.

## Conservazione
La IUCN Red List, considerato che il suo areale di mangrovie si è visto drasticamente ridotto, classifica A.celebensis come specie vulnerabile (VU).
La CITES ha inserito questa specie nell'appendice II.